# La cortina de fum
La cortina de fum (títol original: Wag the Dog) és una pel·lícula estatunidenca de 1997 dirigida per Barry Levinson, i té com a protagonistes Robert De Niro, Dustin Hoffman i Anne Heche. La pel·lícula és basada en la novel·la American Hero de l'autor americà Larry Beinhart. Al llibre, el president és George Herbert Walker Bush. Ha estat doblada al català.

## Argument
El candidat a la Presidència dels Estats Units és esquitxat per un escàndol sexual alguns dies abans del començament de l'elecció presidencial. Per desviar l'atenció dels electors, els seus consellers decideixen inventar una guerra a Albània.
Dues setmanes abans de les eleccions presidencials, una majorette acusa el president d'abús sexual.
Per no arriscar-se la no-re elecció, Conrad Brean (Robert De Niro) és encarregat per la consellera particular Winifred Ames (Anne Heche) de trobar una solució.
El president (Michael Belson) continua estant pretesament malalt a la Xina, mentre Brean i Ames convencen el riquíssim productor Stanley Motss (Dustin Hoffman) de «fabricar» una guerra contra Albània. El rumor d'una maleta explosiva al Canadà, una cançó de suport creada per Johnny Dean (Willie Nelson), l'ajuda del guionista Fad King (Denis Leary), i el pseudoreportatge sobre una noia (Kirsten Dunst) en un poble albanès bombardejat, permeten desviar l'atenció dels mitjans de comunicació.
Només la CIA no creu en aquesta història...
Tot just tornar de la Xina, el president declara el conflicte acabat, amb gran perjudici de Motss, que llança un acte 2: abandonat com un «vell esclop», el sergent William Schumann han continuat sent a les mans de dissidents albanesos.
Una cançó, productes derivats, i algunes velles sabates capten de nou l'atenció del públic. Per desgràcia, el «William Schumann» (Woody Harrelson) « finalment alliberat» que els confien les autoritats militars és un psicòpata.
Després de l'accident del seu avió, el presoner - que intenta cometre una violació - és abatut per un pagès.
El «heroi de guerra» de la unitat 303 és doncs portat en un taüt amb els honors militars.

## Repartiment
- Dustin Hoffman: Stanley Motss
- Robert De Niro: Conrad Brean
- Anne Heche: Winifred Ames
- Denis Leary: Fad King
- Willie Nelson: Johnny Dean
- Andrea Martin: Liz Butsky
- Kirsten Dunst: Tracy Lime
- William H. Macy: Charles Young, un agent de la CIA
- John Michael Higgins: John Levy
- Woody Harrelson: el sergent William Schumann
- Michael Belson: el President
- David Koechner: El director
- Harland Williams: Pet Wrangler
- Chris Ellis: Oficial
- James Belushi: Ell mateix
- George Gaynes: El senador Cole
- John Franklin: Jockey 1
- Giselle Fernandez: Una periodista de premsa femenina

## Context
La cortina de fum  es va estrenar als Estats Units menys d'un mes abans del començament de l'escàndol sexual que implicava el President Bill Clinton i una becària de la Casa Blanca, Monica Lewinsky.
Mentre el President era al mig d'aquest escàndol que va dominar l'escena política americana el 1998 i 1999, els Estats Units es van embolicar en tres operacions militars: l'Operació Guineu del desert (Operation Desert Fox): tres dies de bombardejos sobre l'Iraq mentre que la Cambra de Representants dels Estats Units discutia la possibilitat d'intentar procediments per destituir Bill Clinton), l'operació Infinite Reach: dos atacs de míssils llançats sobre blancs terroristes al Sudan i a l'Afganistan, només tres dies després d'un anunci televisat en el qual el President admetia una relació inapropiada amb Lewinski) i la intervenció de l'OTAN a l'exIugoslàvia algunes setmanes després que Clinton hagués evitat la destitució.
Diverses crítiques inferien que aquestes operacions tenien per objectiu desviar l'atenció del públic i dels mitjans de comunicació de l'escàndol a la Casa Blanca.

## Al voltant de la pel·lícula
- Aquesta pel·lícula marca el retrobament del trio Robert De Niro, Dustin Hoffman i Barry Levinson després de  Sleepers (1996). És igualment la quarta col·laboració entre Barry Levinson i Dustin Hoffman, després de  Rain Man (1989),  Sleepers (1996) i Esfera (1998).
- Dustin Hoffman ha creat el seu personatge de Stanley Motss fent una caricatura d'un dels productors de la Paramount, Robert Evans.
- En l'emissió política al final de la pel·lícula, el número de telèfon - (1-800) 555-0199 - és un fals número sovint utilitzat pel cinema: són les coordenades del despatx de Kevin Spacey a American Beauty i el número de fax d'Al Pacino a Revelations.[3]
- El cantant Willie Nelson dirigeix una coral que s'assembla força a la de We Are the World. Havia format part del col·lectiu USA for Africa.

## Premis i nominacions

### Premis
- 1997. National Board of Review a la millor actriu secundària per Anne Heche
- 1998. Gran Premi del Jurat a la Berlinale

### Nominacions
- 1998. Os d'Or
- 1998. Oscar al millor actor per Dustin Hoffman
- 1998. Oscar al millor guió adaptat per Hilary Henkin i David Mamet
- 1998. Globus d'Or a la millor pel·lícula musical o còmica
- 1998. Globus d'Or al millor actor musical o còmic per Dustin Hoffman
- 1998. Globus d'Or al millor guió per Hilary Henkin i David Mamet
- 1998. BAFTA al millor guió adaptat per Hilary Henkin i David Mamet